# Tema celeste
Tema celeste, anche conosciuta con il nome esteso di Tema celeste. Arte contemporanea, è stata una rivista di arte contemporanea fondata a Siracusa nel 1983. Alla rivista collaborarono intellettuali e critici italiani e stranieri come Arthur Danto, James Hillman, Arturo Schwarz, Gillo Dorfles, Stefano Zecchi, Achille Bonito Oliva.

## Storia
Nel gennaio del 1983 Demetrio Paparoni aveva curato a Gibellina la mostra intitolata Tema celeste, che vedeva tra gli artisti presenti nomi come Anish Kapoor, Tony Cragg, Anselm Kiefer, Bertand Lavier, Jannis Kounellis, Michelangelo Pistoletto, Mario Merz, Giulio Paolini, Enzo Cucchi, Sandro Chia, Francesco Clemente, Mimmo Paladino, Nicola De Maria. Fu in seguito ad una stroncatura di questa mostra in una recensione di Arturo Carlo Quintavalle sulla rivista Panorama, che Paparoni cominciò a pensare ad una rivista che potesse proteggere e dare valore al lavoro che si svolgeva in Sicilia. Fu così che di lì a poco nacque Tema celeste. La rivista fu presentata nelle maggiori fiere di settore come la Fiere di Basilea, Colonia, Parigi, Francoforte e Madrid
Fin dai suoi primi numeri di Tema celeste venne consolidata l'abitudine di far partecipare gli stessi artisti alla scrittura di articoli, in cui spesso parlavano di lavori appositamente realizzati per Tema celeste.